# Sord M223
Sord M223 серија је била серија кућних рачунара фирме Sord која је почела да се производи у Јапану од 1979. године.
Користили су Zilog Z80 A као микропроцесор. РАМ меморија рачунара је имала капацитет од 64 kb. 
Као оперативни систем кориштен је Sord DOS, CP/M, UCSD Pascal.

## Детаљни подаци
Детаљнији подаци о рачунару серије M223 су дати у табели испод.
|                       |                                     |
| [ 1 ]                 |                                     |
| Произвођач            |                                     |
| Тип                   | кућни рачунар                       |
| Меморија              | 64                                  |
| Поријекло             | Јапан                               |
| Година                | 1979                                |
| Тастатура             | QWERTY / AZERTY механичка тастатура |
| Процесор              |                                     |
| Фреквенција процесора | 4                                   |
| RAM                   | 64                                  |
| ROM                   | 512 бајтова (лоадер), све до 8      |
| Текст                 | 80 x 24                             |
| Графика               | непознато                           |
| Боја                  | црно и зелено (уграђени монитор)    |
| Звук                  | непознато                           |
| Димензије             | 10,5 (ш) x 7,25 (д) x 1,5 (в)       |
| Портови               |                                     |
| Оперативни систем     |                                     |